# Jugoslávsko-sovětské vztahy

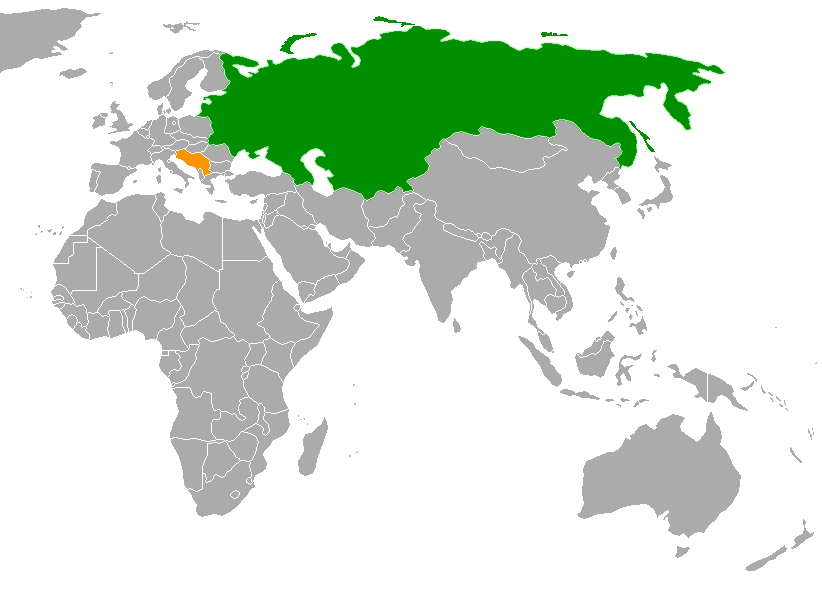
Jugoslávie a Sovětský svaz na mapě

Jugoslávsko-sovětské vztahy byly vzájemné vztahy mezi Jugoslávií (1918–2003) a Sovětským svazem (1922–1991).

## Meziválečné období

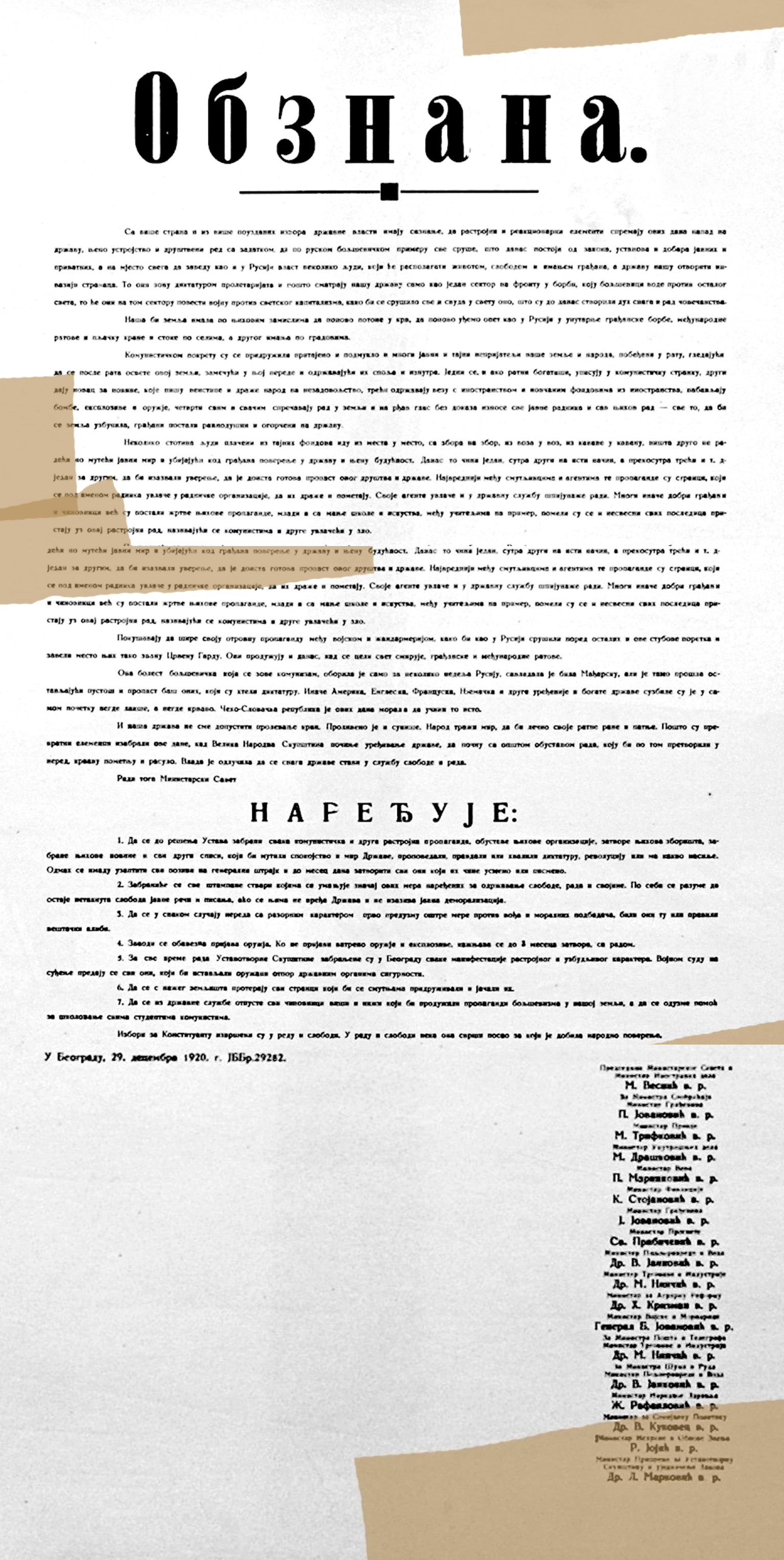
Zákaz komunistické strany, který vydala jugoslávská královská vláda, neznamenal zánik jugoslávských komunistů. Naopak hledali cesty, jak skoncovat s monarchií. V tom jim ochotně napomáhal SSSR.

V meziválečném období lze jen velmi obtížně mluvit o vztazích mezi oběma zeměmi. Království Jugoslávie neuznávalo Sovětský svaz. Režim měl obavy z šíření komunismu, a proto také zakázal působení jugoslávské komunistické strany. Její členy pronásledoval a věznil. Poskytl azyl příslušníkům Bělogvardějců, především Pjotru Nikolajeviči Wrangelovi. Královská vláda v zemi navíc poskytla útočiště dalším sedmdesáti tisícům Rusů. Sovětská vláda kontrovala prohlášeními, kdy jugoslávské království označovalo jako místo, kde se koncentrují antikomunisté.
Opačným směrem, tedy do SSSR, emigrovali někteří jugoslávští komunisté, kteří byli v hledáčku tehdejšího bělehradského režimu. Jednalo se o celkem několik stovek lidí. Největší vlny odchodů byly v letech 1925-1931 (tedy hlavně během diktatury z 6. ledna, kdy v Jugoslávii se král chopil osobně moci). Prvotní nadšení jugoslávských komunistů však velmi rychle vzalo za své; ke stalinistickému režimu získali záhy odpor a stavěli se velmi rychle k jeho opozici. Někteří z emigrantů odešli bojovat do španělské občanské války. Jugoslávská komunita žila v Moskvě a dalších městech SSSR víceméně v izolaci. Během čistek v 30. letech, kdy byl Stalin ke všem imigrantům do země krajně nedůvěřivý, byli téměř všichni[zdroj?] komunističtí emigranti sovětskými bezpečnostními složkami posláni do internačních táborů, kde přežilo pouhých 40 lidí.
Zatímco jugoslávská monarchie odmítala spolupráci s komunistickým režimem, který reprezentoval SSSR, Sověti věnovali všechno možné úsilí tomu, aby v Jugoslávii vybudovali silnou komunistickou stranu, která by dokázala jednak prosazovat jejich zájmy, jednak rozvracet totalitní monarchistický režim. Kromě komunistů byli jejich spojenci i republikáni a odpůrci srbské vládnoucí dynastie. Velkým zastáncem Sovětského svazu byl například i chorvatský radikální politik Stjepan Radić, který dlouhodobě usiloval o to, aby Bělehrad navázal s Moskvou diplomatické styky. Sám Radić Moskvu několikrát navštívil, a byl přijat tehdejším ministrem Čičerinem více než vřele.
Po zavedení diktatury v lednu 1929 se však jugoslávský král pokusil alespoň trochu si připravit půdu pro normalizaci vztahů se SSSR. Informace o vývoji politické situaci v Moskvě mu však chodily zprostředkovaně přes československé velvyslanectví v Bělehradě, protože ČSR udržovala diplomatické styky se Sovětským svazem.

### Zlepšení vzájemných vztahů
Vzájemné vztahy mezi oběma zeměmi se začaly měnit až v předvečer druhé světové války. Jugoslávská vláda si však byla vědoma skutečnosti, že jako spojenec Francie a Velké Británie může být pro nacistické Německo snadným cílem. Všichni její sousedé (s výjimkou Rumunska) byli totiž k Bělehradu nepřátelsky rozpoložení (Itálie požadovala území při pobřeží Jaderského moře, Německo podporovalo Itálii, Maďarsko žádalo vrátit území Mezimuří, Bačky, Baranje a Banátu; Bulharsko požadovalo Vardarskou Makedonii, Řecko vedlo s Jugoslávií dlouhodobý spor o přístup k Egejskému moři a Albánie usilovala o získání Kosova. V září 1939 byl odstraněn ruský státní znak z budovy bývalého ruského velvyslanectví v Bělehradě. Nakonec jugoslávská vláda v červnu roku 1940 navázala formální diplomatické vztahy se Sovětským svazem, byť tak učinila jako poslední země na Balkánském poloostrově. Dne 11. května téhož roku byla rovněž uzavřena vzájemná smlouva o mořeplavbě.
Tehdejší regent Pavel však s tímto krokem souhlasil jen s velkou nelibostí. Obával se expanze komunismu v Evropě. Sovětský svaz vstoupil v 30. letech do Společnosti národů a uzavřel řadu dohod s Francií a s Československem. Zbavil se své izolace, ve kterou tehdejší král věřil. Ani z Moskvy ale nemohl vyjít signál, který by znamenal rozhodné vměšování se do jugoslávské politiky. SSSR postupoval k celému Balkánu velmi obezřetně, neboť byl vázán paktem s nacistickým Německem, který podepsal v srpnu 1939 a neměl zájem vyvolat jakoukoliv akci, která by v Berlíně mohla být špatně pochopena. Proto sovětští delegáti odmítli vojenský pakt, který navrhli za královskou vládu v Bělehradě Milan Gavrilović, Dragutin Savić a Božin Simić v předvečer napadení země Německem.

## Druhá světová válka
Poté, co Německo, Maďarsko, Itálie a Bulharsko v dubnu 1941 úspěšně obsadily Jugoslávii, vydala komunistická strana prohlášení, ve kterém odsoudila kapitulaci a žádala pakt o vzájemné pomoci se Sovětským svazem. Jugoslávští komunisté, kteří však byli naprosto loajální Moskvě, museli s ozbrojeným povstáním čekat až do léta 1941, kdy nacistické Německo napadlo SSSR. Teprve tehdy přišla z Moskvy instrukce, aby bylo zahájeno ozbrojené povstání.
V průběhu války zvyšoval SSSR svojí materiální i jinou podporu jugoslávským partyzánům. Tato podpora spočívala nejen v dovozu zbraní, ale také těžké techniky a školení personálu k obsluze tanků, letadel a dalších vozidel. Díky tomu se v roce 1944 podařilo partyzánům vybudovat namísto povstalecké bojůvky skutečnou armádu. V září 1944 pod přísným utajením pobýval v Moskvě i Josip Broz.
Smlouvu, která zajišťovala vyzbrojení jugoslávských partyzánů, podepsal Josip Broz Tito v Moskvě na podzim 1944. Nejprve bylo vyzbrojeno 12 divizí; v roce 1945 poté poslali Sověti vybavení pro dalších 20 divizí partyzánského vojska. Tito argumentoval tím, že potřebuje více vybavení z Moskvy proto, aby ho nemuseli posílat Britové, kteří měli na Balkáně svojí pozorovatelskou misi a kteří usilovali, aby se země dostala do jejich sféry vlivu.

### Osvobození

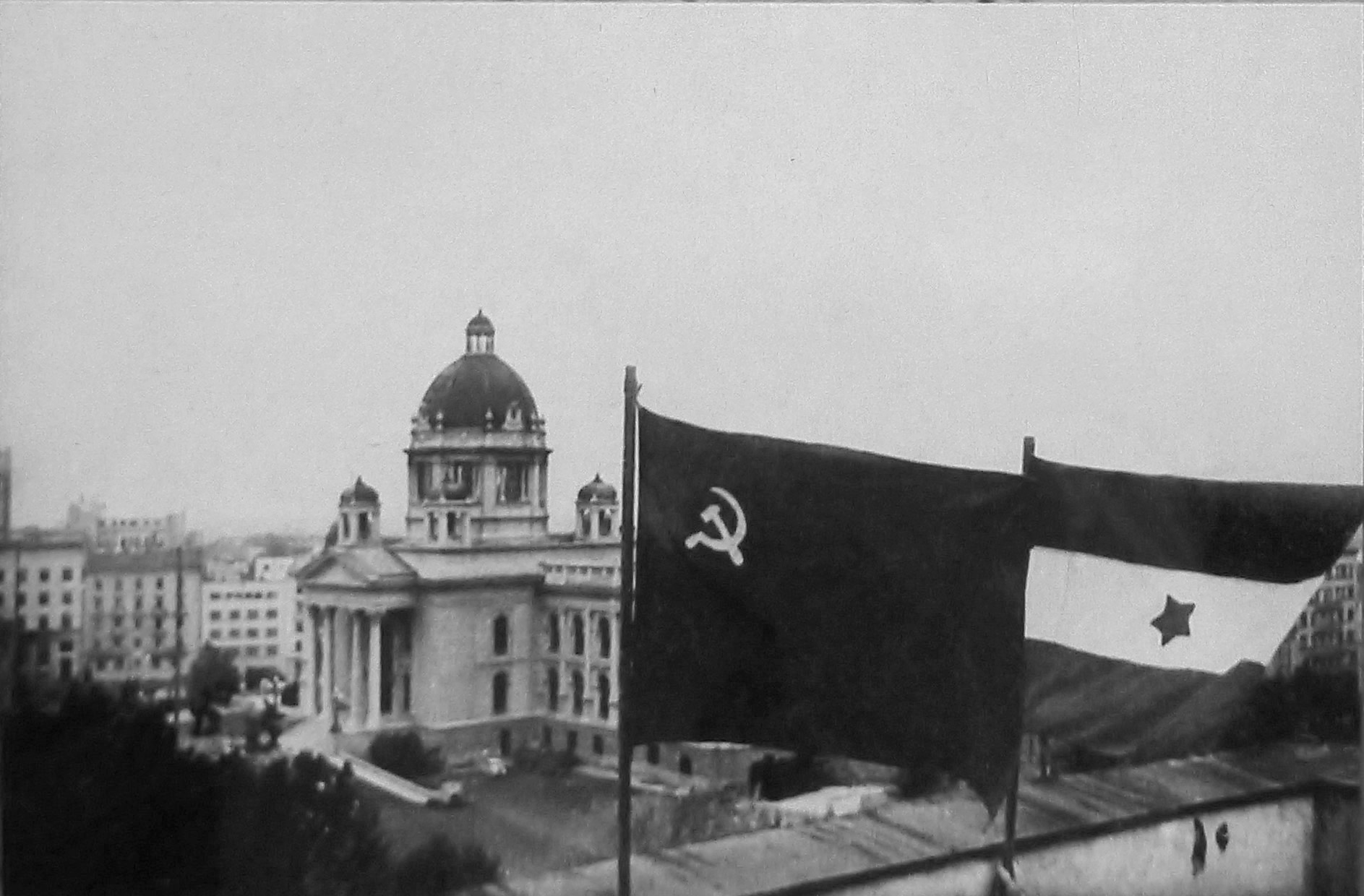
Vlajky SSSR a Jugoslávie před domem Národního shromáždění v Bělehradě v roce 1944.

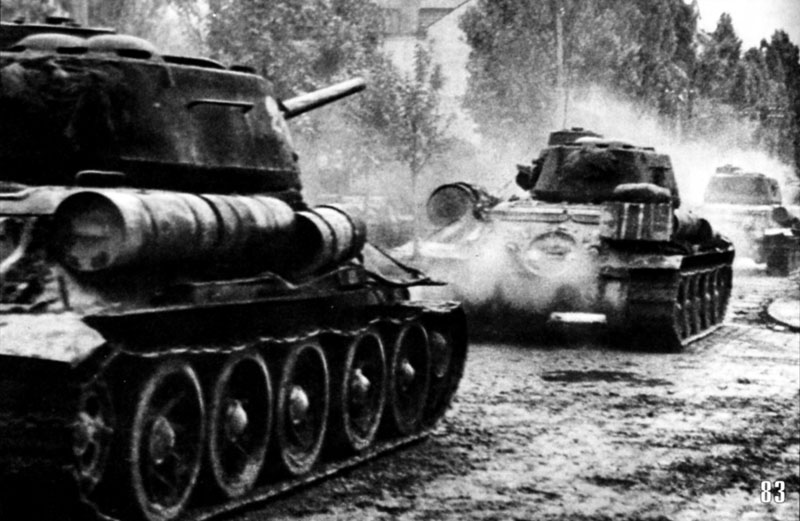
Tanky Rudé armády při osvobozování Bělehradu

Během Bitvy o Srbsko pomáhala Rudá armáda jednotkám jugoslávských partyzánů s vyhnáním německého vojska. Sověti přišli na jugoslávské území z Rumunska a Bulharska a postupovali poměrně rychle na západ. Na podzim roku 1944 se vojska Rudé armády účastnila Bělehradské operace, která vedla ke zdárnému osvobození města.
Tito odcestoval do Moskvy ještě jednou v dubnu 1945. Měl tehdy mandát od královské vlády Ivana Šubašiće jednat o smlouvě o jugoslávsko-sovětském přátelství. SSSR také přislíbil, že bude na mezinárodní scéně intervenovat ve prospěch v Jugoslávie v otázce severozápadních hranic (tj. s Itálií a Rakouskem. Smlouva o vzájemném přátelství měla být obsahově podobná té, která byla podepsána mezi SSSR a Velkou Británií v roce 1942 a mezi SSSR s Československem v roce 1943. Dokument, která nakonec byl podepsán, pomohl Jugoslávii k tomu, aby se zařadila mezi vítězné země v druhé světové válce.
Sovětský svaz uznal Jugoslávii dne 19. prosince 1945, zhruba dvacet dní poté, co byla na třetím zasedání AVNOJe slavnostně vyhlášena republika a králi Petru II. byl zakázán návrat do vlasti.

## Socialistická Jugoslávie

### Komunistický převrat

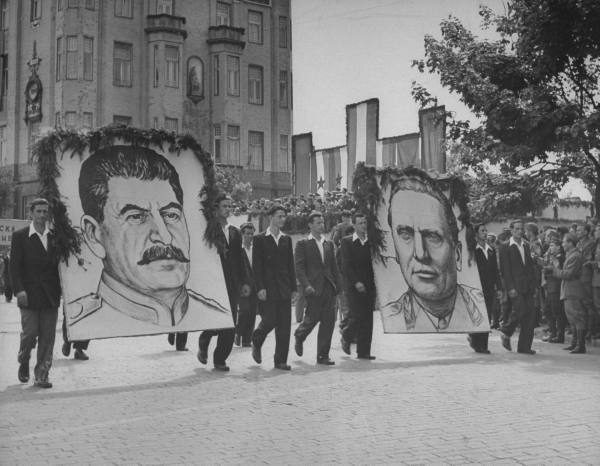
Portréty Stalina a Tita na 1. máje v Bělehradě, 1946

Již v červnu 1946 byly podepsány smlouvy o vzájemné hospodářské spolupráci a přátelství.[zdroj?] Následně se začala prudce zvyšovat hospodářská výměna mezi oběma zeměmi; Jugoslávie realizovala 16,58 % svého exportu v SSSR a ze Sovětského svazu dovážela 45,79 % svého importu. V roce 1946 SSSR utratil v Jugoslávii na dovozu 39 milionů rublů, o rok později to bylo již 60 milionů rublů. Byly zakládány některé společné podniky (Justad a Justa). Společené aerolinie Justa zajišťovaly pravidelnou leteckou dopravu mezi Jugoslávií a SSSR.[zdroj?] Příslušníci sovětské armády také pracovali na odminování Dunaje.

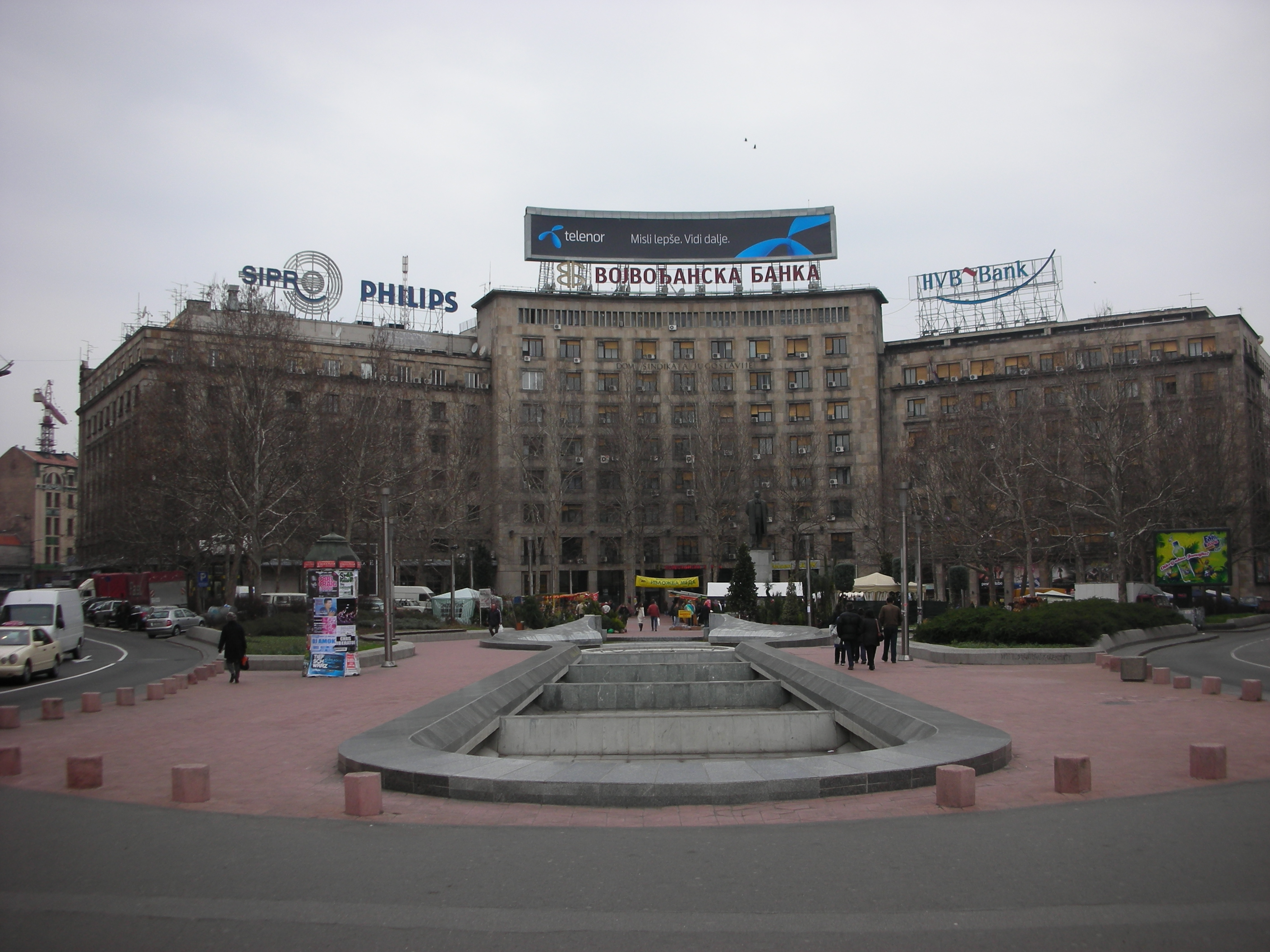
Jugoslávie začala velmi rychle přejímat ze SSSR tamní kulturu. V domácím umění se uplatnil socialistický realismus. Dům odborů v Bělehradě je jedním z mála objektů ve městě, který je ovlivněn právě tímto stylem.

Vztahy mezi Jugoslávií a Sovětským svazem byly po osvobození a příchodu Titových komunistů do čela státu v podstatě ideální. O některých incidentech (např. znásilňování jugoslávských žen sovětskými vojáky) se tehdy příliš nemluvilo. Sovětští komunisté sledovali, jak nová vláda provádí pozemkové a vlastnické reformy v zemi. V zemědělství byla zavedena kolektivizace. Byl vyhlášen první pětiletý plán a země měla být masivně industrializována. Veškerá pomoc, především strojírenské vybavení pro nové továrny, mělo přijít buď z SSSR, nebo z dalších východoevropských zemí. Sovětský svaz učinil tak jak slíbil; opětoval loajalitu bělehradského vedení Komunistické strany podporou územních požadavků Jugoslávie vůči svým sousedům. Bělehrad měl zálusk o získání Terstu (které bylo předmětem sporu s Itálií), části Rakouska, jižního Maďarska v okolí města Pécs; Jugoslávie také podporovala partyzány v řecké občanské válce.
Dobré vztahy se Sovětským svazem byly trnem v oku Spojeným státům. Společné vztahy klesly až na bod mrazu; územní spor okolo Terstu se dostal až na hranu ozbrojeného střetu. Americké letectvo neustále narušovalo v oblasti Terstu jugoslávský vzdušný prostor a jugoslávské armádě se podařilo jeden z amerických letounů sestřelit. Jugoslávská pomoc řeckým komunistům byla dalším krokem, které západní mocnosti neviděly rády. Zástupci FNRJ v OSN o daném konfliktu mluvili jako o konfliktu výhradně řeckém, jehož příčiny existují pouze v Řecku. Jugoslávská vláda nicméně organizovala sbírky pro "řecký lid" a zřídila utečenecké tábory pro řecké obyvatelstvo, které se rozhodlo překročit severní hranici do Makedonie. Vměšování Bělehradu se pokusila Rada bezpečnosti OSN vyřešit prostřednictvím rezoluce č. 15, kterou by byla zřízena mezinárodní komise, nicméně přijetí tohoto dokumentu Sovětský svaz vetoval.
V roce 1947 bylo na prvním zasedání Informbyra ve Szklarské Porębě rozhodnuto, že sídlem organizace se do budoucna stane jugoslávská metropole Bělehrad.

### Roztržka Tito–Stalin
Na začátku roku 1948 se uskutečnily rozhovory v Moskvě mezi jugoslávskými a bulharskými představiteli. Diskutována byla otázka Balkánské federace, která by zahrnovala Jugoslávii, Bulharsko a Albánii. S Albánií, kde se také dostali komunisté k moci, měli v tu dobu jugoslávští komunisté velmi dobré vztahy. Sovětský svaz nicméně sledoval tyto námluvy se značnou nelibostí, především z toho důvodu, že nestál o vznik poměrně silného centra moci, které by tvořilo Moskvě protiváhu. Stalin se tyto ambice pokoušel nejprve omezit, a to tím, že sice souhlasil s vznikem federace, ale jen takové, která by zahrnovala Jugoslávii a Bulharsko.

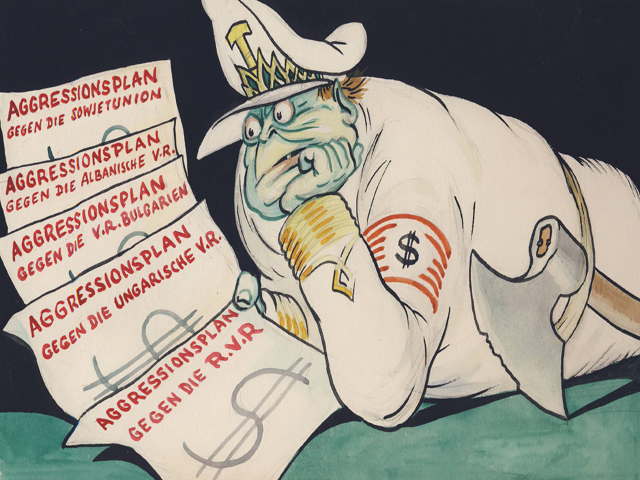
Východoněmecká protititovská karikatura z roku 1951.

Mezitím se začaly ve východoevropských zemích odehrávat první protijugoslávské akce. Podle informací novin Le Figaro byly v Rumunsku odstraněny Titovy portréty z veřejných míst. V březnu 1948 potom začal Sovětský svaz se stahováním svých hospodářských poradců i vojska.
13. dubna 1948 zaslala Jugoslávie do Sovětského svazu ostře formulovaný dopis, ve kterém jugoslávští politici kritizovali přílišnou moc sovětských tajných služeb na území Jugoslávie.
Na podzim 1949 vypověděl Sovětský svaz smlouvu o hospodářské spolupráci s Jugoslávií. K němu se postupně v nadcházejících týdnech přidaly všechny středo- a východoevropské země, které byly ekonomicky i politicky navázány na SSSR. Tato skutečnost způsobila Jugoslávii značné hospodářské problémy, především s realizací prvního pětiletého plánu. Zastavení dovozu strojů a vybavení ze Sovětského svazu se negativně podepsalo na rozvoji jugoslávského zemědělství. [zdroj?] Situaci navíc ještě zhoršilo výjimečné sucho v roce 1950, během něhož musela země požádat o pomoc Západní Evropu. V letech 1948 až 1950 bylo ze SSSR a dalších zemí východního bloku odvoláno na 145 jugoslávských diplomatů a specialistů.[zdroj?] Stalin tehdy doufal, že se mu podařil srazit jugoslávský režim na kolena.
V zemích východního bloku byla následně zahájena štvavá kampaň proti Jugoslávii; v samotné Jugoslávii pak vypukla štvavá kampaň proti Sovětskému svazu. Do této kampaně bylo zapojeno i Československo, které krátce po únoru 1948 zahájilo ostré výpady proti státu, se kterým jej ještě do nedávné doby pojily přátelské vztahy. Čistky, které byly zahájeny v komunistické straně Jugoslávie, měly pomoci Josipu Brozu Titovi k upevnění jeho pozice a odstranění prosovětské kritiky. Východoevropské země je rychle odsoudily. Jugoslávský režim byl označován za fašistický a ti komunisté, které Tito nechal odstranit za příliš prosovětské postoje, byli označeni za jeho oběti. Jednalo se například o Andriju Hebranga, Sretena Žujoviće, Savo Zlatiće, Obrena Blagojeviće, Obrena Staroviće, Božo Ljumoviće a další.
V Rumunsku a Maďarsku byla uskutečněna vojenská cvičení Sovětské armády. Podle tehdejších amerických zdrojů by jugoslávské vojsko dokázalo samo porazit armády Maďarska či Rumunska, pokud by ale Moskva přišla oběma zemím na pomoc, znamenalo by to pro Tita porážku. V armádách sousedního Bulharska, Rumunska a Maďarska byli rozmístěni emigranti, kteří opustili Jugoslávii kvůli loajalitě ke Stalinovi a odporu nového Titova kurzu. Konaly se rovněž časté pohraniční incidenty. V roce 1949 byly téměř přerušeny diplomatické styky s Maďarskem.

### Normalizace vztahů

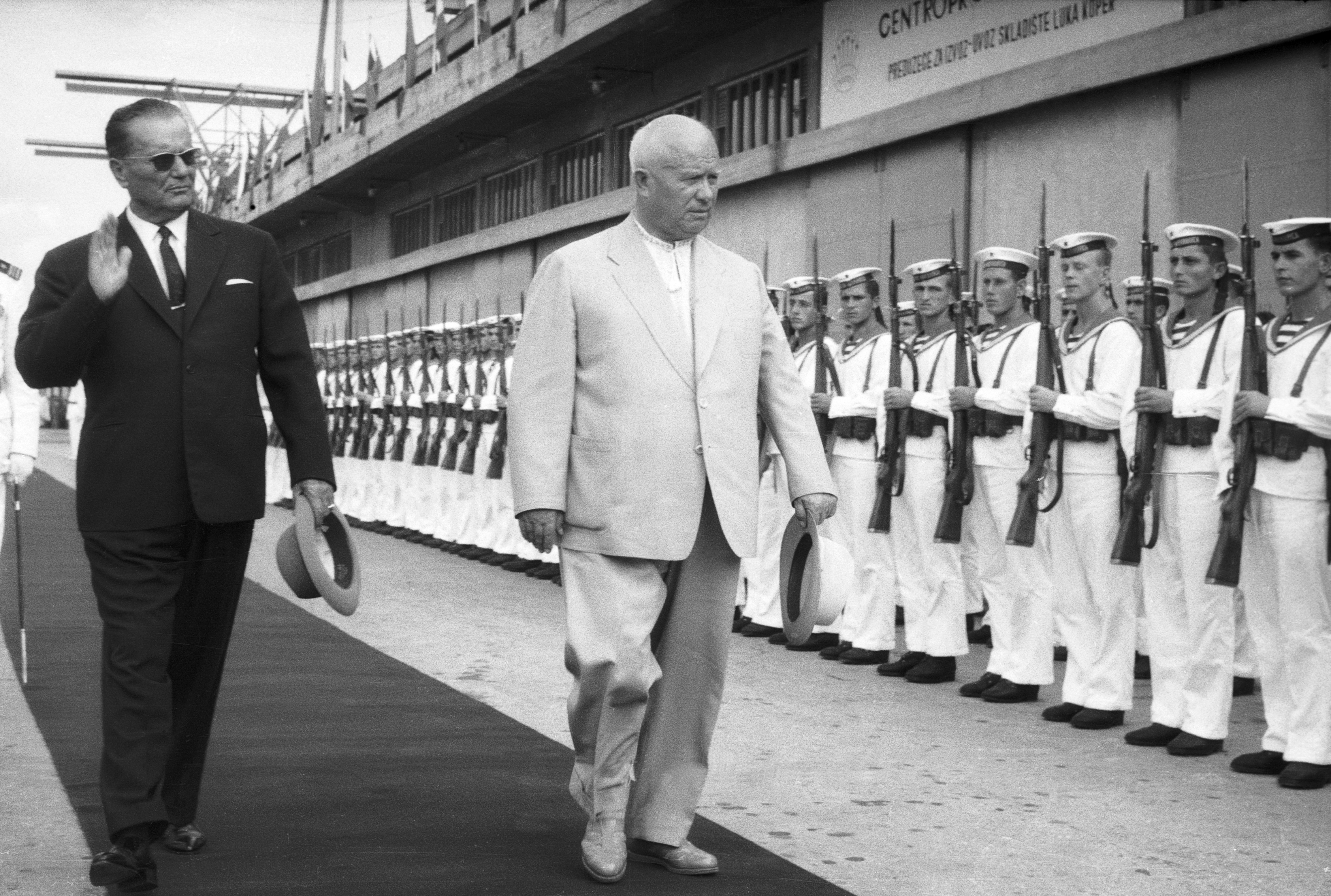
Tito a Chruščov v roce 1963 v přístavu Koper.

V roce 1953, nedlouho po smrti Josifa Stalina, došlo ve vztazích mezi oběma zeměmi k mírnému zlepšení. První krok učinili sovětští komunisté, kteří v roce 1954 uznali, že v Jugoslávii existuje socialismus. Oficiálním důvodem pro změnu kurzu ze strany Moskvy byl odchod Milovana Đilase z jugoslávského vedení. Đilas se stal prvním disidentem jugoslávského komunistického režimu.[zdroj?] Jugoslávští komunisté nabídku ze strany KSSS přijali. Obě země si znovuotevřely své ambasády v hlavních městech. V roce 1955 byla podepsána tzv. Bělehradská deklarace, ve které se obě země zavázaly dodržovat vzájemnou suverenitu a nezávislost. O nedlouho později podepsal Josip Broz Tito tzv. Moskevskou deklaraci, která víceméně obsahovala to samé. Tím byl spor mezi Sovětským svazem a Jugoslávií u konce.
Pozornost jugoslávské vlády si vyžádala i sovětská invaze do Maďarska v roce 1956. Tito první invazi do Maďarska odsoudil jako „nepotřebnou“, nicméně druhou, která znamenala konec maďarské vzpoury, podpořil.
Dne 12. srpna 1957 se v Rumunsku sešli opět představitelé obou zemí; Chruščov a Tito. Setkání byla možné poté, co se sovětští komunisté vypořádali ve své vlastní straně se stalinistickým křídlem, které se nechtělo smířit s destalinizací, kterou sovětský předák vyhlásil v roce 1956.
Skutečnost, že se vztahy mezi SSSR a Jugoslávií nacházely v 60. letech víceméně na standardní úrovni, dokládá i návštěva Aleksandra Rankoviće v Sovětském svazu. V projevu k dělníkům v Kyjevě vyzdvihl roli Moskvy a socialistické hnutí vyzdvihl "v čele se Sovětským svazem.. Sovětský svaz se stal opět nejvýznamnějším hospodářským partnerem Jugoslávie.
SSSR se rovněž vyjádřil i k Brionskému plénu, kde byl ze všech funkcí odvolán Aleksandar Ranković. Plénum odstartovalo vlnu liberalizace v jugoslávské politice; Sovětský svaz se obával, že by taková liberalizace mohla vést k pádu monopolního postavení Svazu komunistů Jugoslávie a návratu kapitalismu.

### Pražské jaro

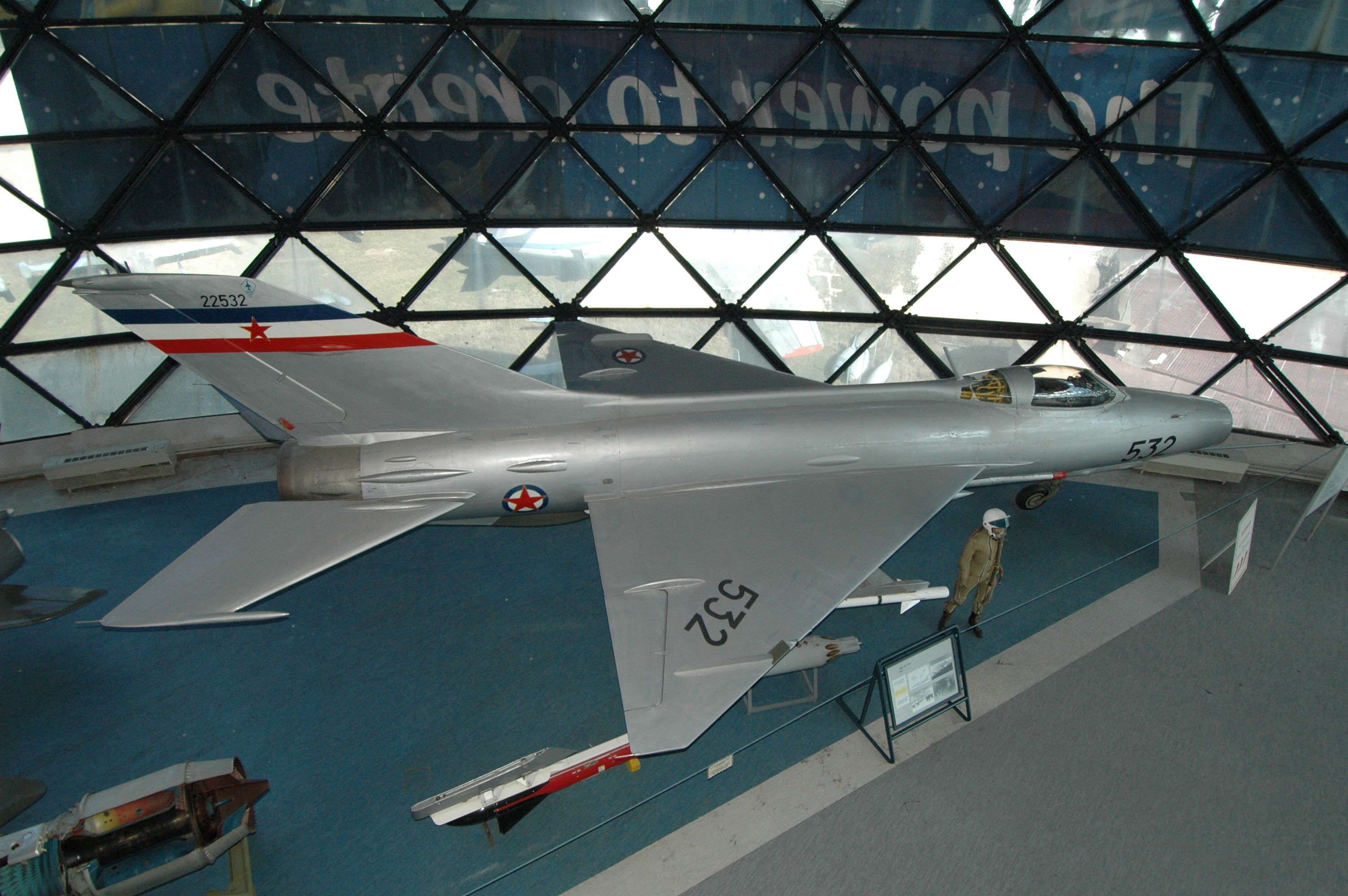
Jugoslávská armáda i letectvo disponovaly většinou svého vybavení právě ze Sovětského svazu. Zde MiG-21

Jugoslávští komunisté patřili mezi velké podporovatele pražského jara, neboť jej viděli jako možnost realizovat některé vlastní prvky ekonomické reformy z domova i v zahraničí. Sovětský svaz však toto nadšení nesdílel a proto se rozhodl pro nečekanou vojenskou akci. Jugoslávské politické vedení bylo invazí vojsk Varšavské smlouvy do ČSSR zaskočeno. Tito byl během obsazení Prahy a dalších měst v ČSSR na státní návštěvě Rumunska, kde jednal o odporu k invazi s Ceaușescem. Jugoslávský vůdce k události řekl, že "kořenem zla se zdá být sovětské vedení". O několik dní později, dne 30. srpna, přišla z Moskvy do Bělehradu protestní nóta, kritizující odstupování od hodnot marxismu-leninismu.
Z obav, že by mohla být invaze dopad i na fungování jugoslávského státu, nařídil Bělehrad rozsáhlou prověrku bezpečnostních složek státu, především armády. Ukázalo se, že v případě sovětské invaze by vojska, postupující z východu, dosáhla Rijeky v čase 3-4 dnů od překročení hranic. Tento závěr byl pro vedení jugoslávské armády šokující. Byla proto učiněna opatření. Parlament přijal zákon o lidové obraně a následně byla nařízena reorganizace ozbrojených sil do té podoby, že kromě JLA byly zřízeny ještě také jednotky teritoriální obrany. Do okupace Československa byla navíc většina jugoslávských jednotek umístěna na severozápadě země a severovýchodní hranice (tj. s Rumunskem, která byla nejblíže k sovětskému území) zůstávala zcela nechráněná. Z hlediska akceschopnosti jugoslávské armády však zůstávala velkou slabinou skutečnost, že drtivá většina vybavení pocházela právě ze SSSR.
Invaze do Československa způsobila ochlazení vzájemných vztahů mezi SSSR a Jugoslávií. K zlepšení situace došlo až v červnu 1969. Stalo se tak v souvislosti s ochabováním výkonů jugoslávské ekonomiky, snížené konkurenceschopnosti domácích výrobků a nezbytnosti hledat nová odbytiště především v zemích východního bloku, kde nehrozila konkurence ze strany technologicky dokonalejšího západního zboží. Jugoslávie prostě východní blok z hospodářských důvodů potřebovala. Tato snaha bělehradské vlády získala odezvu v podobě prohlášení sovětských představitelů, kteří vzkázali svojí podporu členům Hnutí nezúčastněných zemí, kteří "bojují s imperialismem". Na mezinárodním poli vystupovala Jugoslávie společně se Sovětským svazem v otázkách, jakými byly např. Válka ve Vietnamu[zdroj?], či boj proti kolonialismu a arabský boj proti Izraeli.
Zlepšení vztahů mezi Sovětským svazem a Jugoslávií znamenalo na celém Balkánu drobné změny, na které museli reagovat i tradiční spojenci Moskvy. Jednalo se například o tlak SSSR na politické představitele Bulharska, aby se tolik ostře nevymezovali vůči existenci makedonského národa. Naopak Albánie, která se vymezovala velmi rozhodně jak k SSSR, tak i k SFRJ, vnímala toto sblížení velmi negativně a poukazovala na kosovský problém.

### 70. a 80. léta

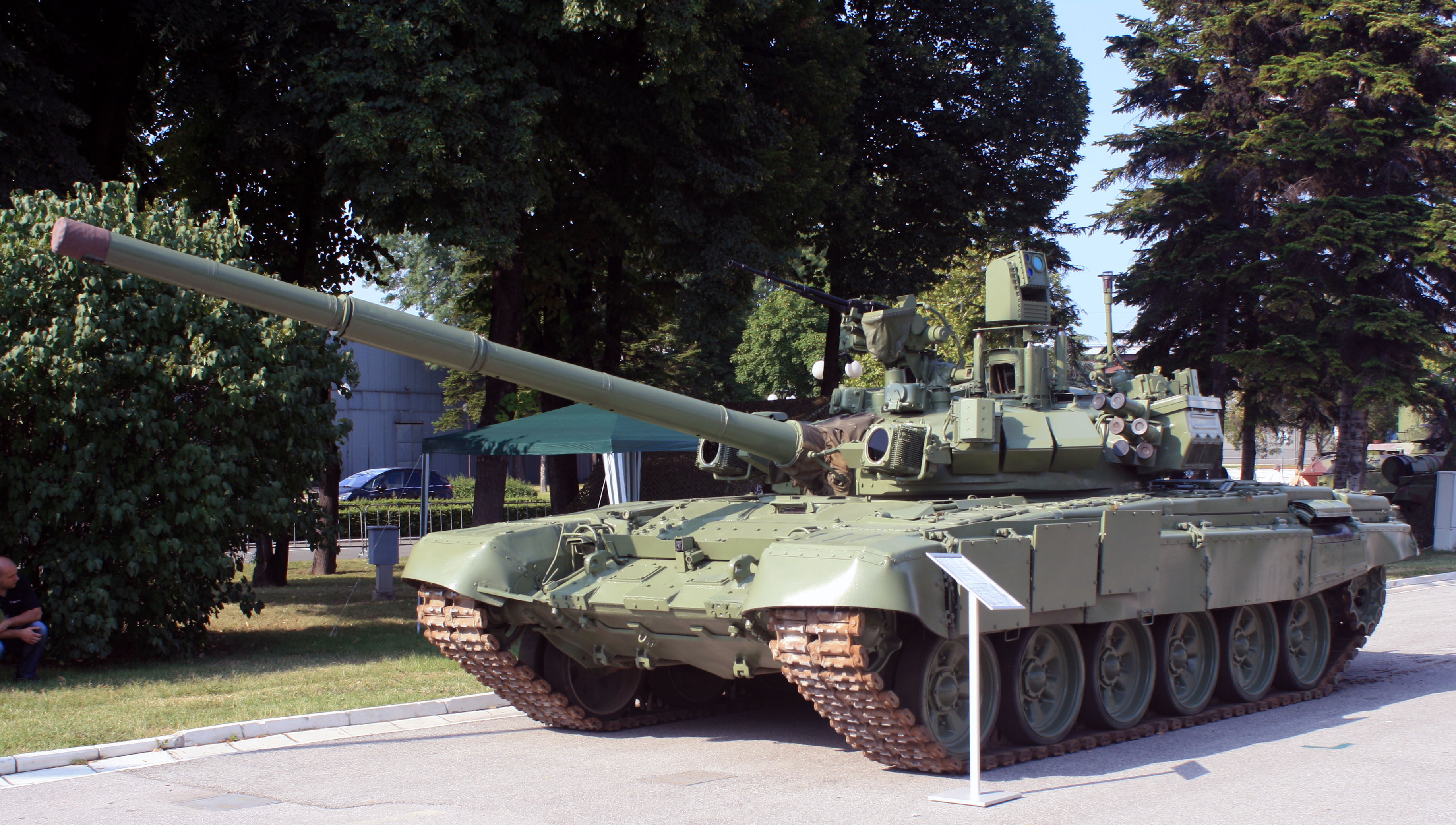
Jugoslávský tank M-84 vycházel přímo z tanku T-72.

V roce 1971 se vyostřila krize okolo Chorvatského jara. Chorvatsko v rámci Jugoslávie vystupovalo stále sebevědoměji proti komunistům v Bělehradě. Na vzájemném setkání se Savkou Dabčević-Kučar údajně Tito chorvatské političce řekl, že se o dění v Záhřebu zajímá Sovětský svaz. Tím nepřímo řekl, že kvůli politickým změnám hrozí Sověti Jugoslávii intervencí, ne nepodobnou té v ČSSR srpnu 1968.
Leonid Brežněv navštívil Jugoslávii v letech 1971 a 1976. Josip Broz Tito, jako jugoslávský představitel poté cestoval do SSSR v letech 1972, 1973 a 1977.
Snahu o zlepšení vzájemných vztahů, která vyšla v 70. letech z Bělehradu z ekonomických důvodů, se Sověti pokusili rychle využít. Vláda v Bělehradě vyšla Moskvě částečně vstříc; byl například schválen nový zákon o pobřežním moři, který dovoloval sovětskému námořnictvu opravy lodí v loděnicích v Tivatu. Tím byl částečně uspokojen sovětský zájem o jugoslávské přístavy, které byly strategicky velmi významné a nacházely se v blízkosti zemí NATO. Všechny další návrhy sovětské strany o další výhody a ústupky tak, aby země mohla upevnit své postavení na Balkáně, ale byly odmítnuty.[zdroj?]

#### Invaze do Afghánistánu

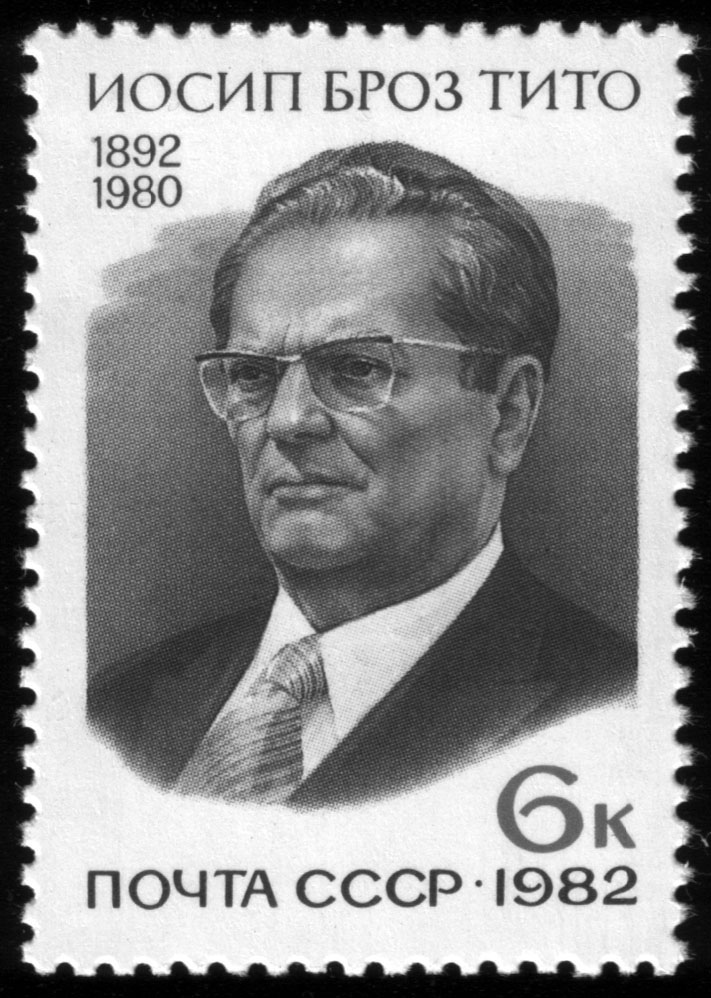
Tito na poštovní známce vydané v SSSR v roce 1982.

V roce 1979 Sovětský svaz obsadil Afghánistán, který byl – stejně jako Jugoslávie – členem Hnutí nezúčastněných zemí. Vzhledem k tomu, že se právě Jugoslávie profilovala jako vůdčí síla Hnutí nezúčastněných zemí, nemohl takový krok zůstal bez odpovědi. Napadení Afghánistánu odsoudily i jiné země, které měly mnohem lepší vztahy se SSSR (například Kuba). Bělehrad reagoval na intervenci zvýšením stavu vojenské připravenosti a plamenným projevem na Valném shromáždění. V rámci Hnutí nezúčastněných zemí poté inicioval vznik rezoluce, požadující stažení vojsk a nalezení politického řešení krize.

### Perestrojka
V 80. letech procházela Jugoslávie hlubokou ekonomickou krizí. Sovětský svaz však na tom nebyl o mnoho lépe. SFRJ se dostávala postupně ekonomicky do stále vyšší závislosti na Moskvě. Trend stále rostoucí hospodářské výměny se SSSR byl zastaven až politickým rozhodnutím Předsednictva SFRJ na přelomu let 1983-1984, a to právě z obav možného vměšování do politiky státu. Ještě v roce 1984 byl pro Jugoslávii Sovětský svaz hlavní ekonomický partner, daleko před druhou nejvýznamnější zemí (Západním Německem). Navíc pro Jugoslávii byla bilance vzájemné obchodní výměny se SSSR velmi pozitivní. Růst závislosti na SSSR se také nelíbila v Slovinsku, které spíše žádalo orientaci na země Západní Evropy, což vyvolávalo v Bělehradě ostré protesty.
Těsně před příchodem Michaila Gorbačova k moci nechal Institut společenských věd SSSR vypracovat analýzu situace v Jugoslávii. Situaci v zemi vyhodnotil v souvislosti s probíhající krizí krajně negativně.
V roce 1988 navštívil Michail Gorbačov Bělehrad. Poprvé však nebylo období před návštěvou ani po ní poznamenáno odsuzujícími depešemi a kritikami té, či oné strany. Vzhledem k tomu, že jugoslávská krize byla v této době již značná (v Srbsku probíhala tzv. antibyrokratická revoluce a životní úroveň ve všech republikách upadala v souvislosti s hyperinflací a nezaměstnaností), byla návštěvě sovětského vůdce věnována mimořádná pozornost. Sám Gorbačov řekl, že Jugoslávii vnímá jako zemi, která je v demokratizaci socialismu daleko před SSSR, a kterou je potřebné sledovat jako vzor. Ve svém projevu v jugoslávském parlamentu se vyslovil pro utlumení vojenských aktivit na Balkáně a vytvoření bezjaderné a bezchemické zóny.
V roce 1989 představoval Sovětský svaz spolu se Západním Německem a Itálií hlavní odbytiště jugoslávských výrobků. Do SSSR se vyváželo okolo 50 % exportu SFRJ. Největší podíl na vývozu mělo SR Srbsko (41 %), dále SR Chorvatsko (33 %) a SR Slovinsko (11 %).

## Rozpad Jugoslávie
Ne všichni jugoslávští komunisté však hleděli na Gorbačova spásně. Svaz komunistů Srbska, v jehož čele stál od druhé poloviny 80. let Slobodan Milošević, nastoupil po 8. zasedání konzervativní kurz. Jako jediný se proto otevřeně vyslovil na podporu puče proti Gorbačovovi, ke kterému došlo v létě 1991.[zdroj?] Srbští komunisté považovali ústavu z roku 1974 za příčinu všech problémů federace a chtěli vrátit zemi centralistický způsob fungování. Doufali, že konzervativní komunisté v SSSR jim v tomto procesu zajistí podporu. Tradiční srbské romantické představy o Rusku, však nepadly na úrodnou půdu, neboť reformní proud byl v KSSS i v roce 1991 stále ještě velmi silný.
Ještě v březnu 1991, kdy ve východním Chorvatsku a na Plitvických jezerech docházelo k prvním střetům mezi srbským a chorvatským obyvatelstvem, odcestoval svazový sekretář za lidovou obranu Veljko Kadijević do Moskvy ve snaze hledat podporu pro srbské vedení. Sovětští komunisté však o variantě případné vojenské pomoci Jugoslávské lidové armádě a pacifikaci země vůbec nechtěli mluvit.